# ケンダリ
ケンダリはインドネシアのスラウェシ島の南東スラウェシ州の州都である。ケンダリ湾の奥にあり、モラモ滝が65km東にある。2010年時点で人口は31万4812で、スラウェシ島でマカッサル、マナド、パルに次いで4番目に大きい。

## 地理
南東スラウェシ州の州都である。郊外にウォルターモンギシディ空港があり、南スラウェシ州マカッサルへの便は多い。市内にはケンダリ港があり、東部インドネシア各都市との間をフェリーが結んでいる。町の中心はコタといわれるケンダリ港の近辺であったが、最近はマンドンガ・ウアウアなどの新興商業地のほうが発展している。近代的なホテルもたち始め、小規模のショッピングモールも開設されて、町は発展傾向にある。

## 民族
主な住民はトラキ族、トラジャ族、ブギス族、ムナ族など。

## 歴史
1831年、オランダの地図製作者のVosmaerはケンダリ地区の地図を作りに訪れた。作業中、彼は現地人のトラキス人に会い、彼らの王に宮殿や港を建設したといわれている。
1832年5月9日、宮殿が完成した。この日はケンダリの設立記念日になった。
その後、植民地時代にはケンダリはスラウェシ島の重要な都市となり、ケウェダナン地区やライウォイ地区の区都になった。

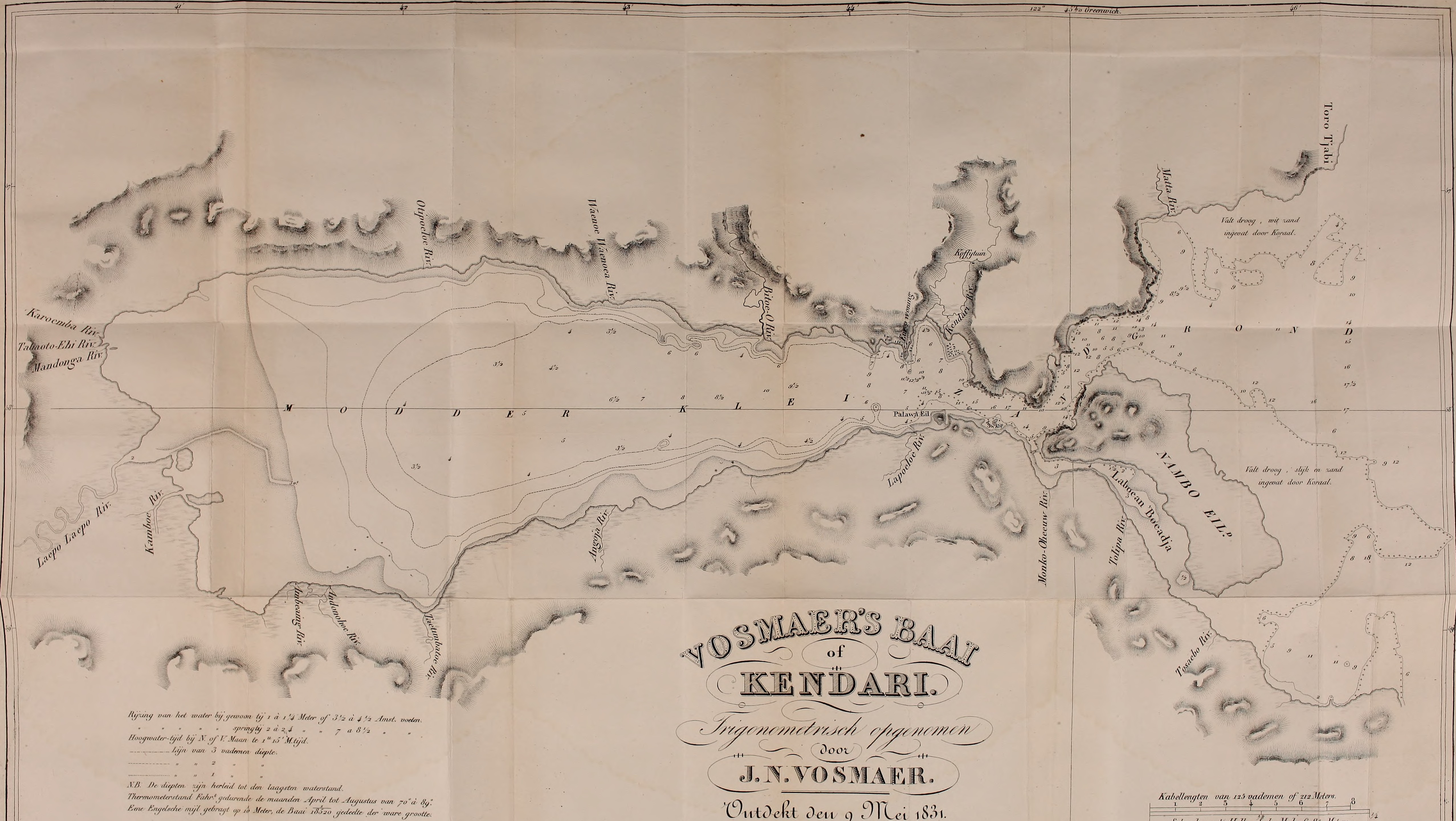
Vosmaerの地図

## 姉妹都市
- コロナデル(フィリピン)
- ミトロヴィツァ(コソボ)